# 比耶尔莱瑟米尔
比耶尔莱瑟米尔（法語：Bierre-lès-Semur，法語發音：[bjɛʁ lɛ səmyʁ]，意为“瑟米尔附近的比耶尔”）是法国科多尔省的一个旧市镇，属于蒙巴尔区。2019年，比耶尔莱瑟米尔与弗莱合并为新市镇勒瓦勒拉雷。

## 地理
比耶尔莱瑟米尔（47°25'10"N, 4°18'2"E）面积8.28 平方千米，位于法国勃艮第-弗朗什-孔泰大區科多尔省，该省份为法国中东部省份，北起奥布省，西接涅夫勒省和约讷省，南至索恩-卢瓦尔省，东南接汝拉省，东临上索恩省，东北部与上马恩省接壤。
与比耶尔莱瑟米尔接壤的市镇（或旧市镇、城区）包括：库尔塞勒莱瑟米尔、普雷西苏蒂勒、艾西苏蒂勒、弗莱、蒙蒂尼圣巴泰勒米。

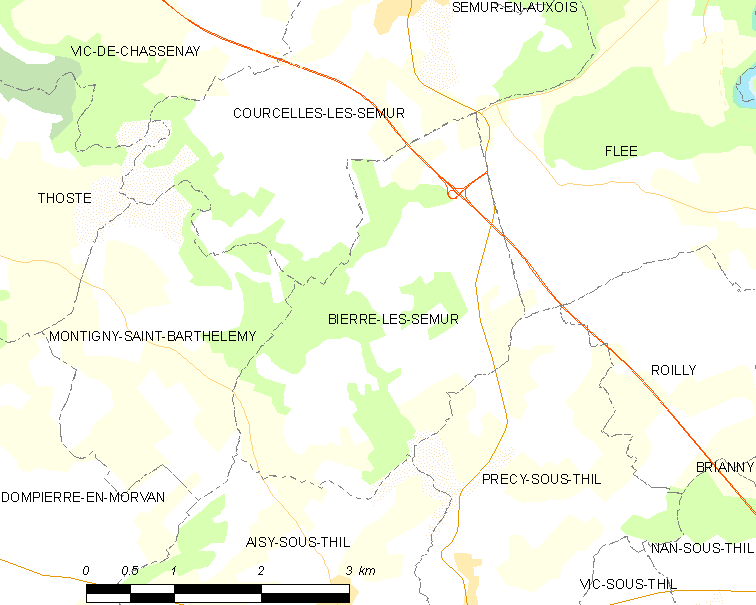
比耶尔莱瑟米尔的OSM定位图

比耶尔莱瑟米尔的时区为UTC+01:00、UTC+02:00（夏令时）。

## 行政
比耶尔莱瑟米尔的邮政编码为21390，INSEE市镇编码为21073。

## 政治
比耶尔莱瑟米尔所属的省级选区为欧苏瓦地区瑟米尔县。

## 人口

1962-2008年间比耶尔莱瑟米尔人口变化图示

比耶尔莱瑟米尔于2018年1月1日时的人口数量为94人。